# Sinfonía n.º 1 (Glass)

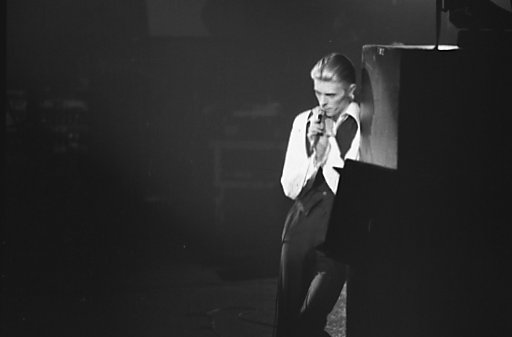
David Bowie en el O'Keefe center, Toronto 02/28/1976

La Sinfonía n.º 1 (Low) es una obra sinfónica de Philip Glass basada en el álbum Low de David Bowie y Brian Eno de 1977, particularmente en tres tracks «Subterraneans», «Some Are» y «Warszawa». La sinfonía fue compuesta en 1992.

## Historia
La pieza fue comisionada por la Orquesta Filarmónica de Brooklyn. Fue estrenada el 30 de agosto de 1992 por la Junge Deutsche Kammerphilharmonie, en Múnich, bajo la dirección de Dennis Russell Davies. La grabación corrió a cargo de la Orquesta Filarmónica de Brooklyn, co Russel Davies como director.
El uso de las piezas de Bowie y Eno fueron usadas con autorización de estos, aparentemente.

## Análisis

### Estructura
1. «Subterraneans»
2. «Some Are»
3. «Warszawa»

Glass tomó tres piezas del álbum, combinándolas con elementos compositivos que él conocía bien. La sinfonía no es una reedición literal, nota a nota, de las canciones, sino que toma prestados los temas como punto de inspiración. Glass no sólo se inspiró en las piezas en sí, sino en la forma de componer de Bowie y Eno. Una característica es la sinfonía, es que Glass prescinde de la voz por completo.
Con «Subterraneans», Glass logra una sensación de tensión que también se percibe en la canción original, sin llegar a ninguna resolución ni con el uso de percusiones. En el segundo movimiento, con «Some Are», se transforma una canción que era secundaria en el álbum original, convirtiéndola en una pieza acelerada, contundente y conmovedora. El tema de este movimiento tiene un tratamiento lírico con el ritmo en ostinato. El tema es variado en diversas ocasines hasta una recapitulación y una coda. Con «Warszawa», en el tercer movimiento, se replica la melodía original, utilizando a un violonchelo como la voz de Bowie así como una campana. Glass logra una melodía que recuerda a Serguéi Prokófiev. Bowie usó música folclórica polaca para «Warszawa», por lo que no era música completamente original.

## Recepción
Antes del lanzamiento, la crítica asumió que Glass se estaba quedando sin ideas propias, por lo que estaba recurriendo a la música pop y rock para lograr un éxito inmediato. La opinión del público es que Glass logró presentar una voz intrigante de la obra original, y también una síntesis de la música orquestal y el pop.
La pieza también se convirtió en una plataforma creativa para Glass, quien después utilizaría Heroes de Bowie, y también una nueva versión de Music for Airports de Eno.